# Alan Jay Lerner
Alan Jay Lerner (født 31. august 1918 i New York City, død 14. juni 1986 i New York)
var en amerikansk musicalforfatter, der blandt andet skrev My Fair Lady.
En lang række af hans sange regnes blandt de bedste amerikanske standards.
Sammen med komponisten Frederick Loewe skrev Lerner foruden My Fair Lady musicalsene Brigadoon (1947), Paint your wagon (1951), Gigi og Camelot (1960).
I sin tidligere karriere skrev han Love Life fra 1948 med Kurt Weill som komponisten.
Efter Camelot trak Loewe sig tilbage og Lerner skrev yderligere tre musicals til teatret med andre komponister:
On a clear day you can see forever med Burton Lane, Coco med André Previn og 1600 Pennsylvania Avenue med Leonard Bernstein.
Da 1600 Pennsylvania Avenue blev opført i maj 1976 på Broadway nåede den kun at blive opført syv gange før den lukkede.
Alan Jay Lerner var gift ikke mindre end otte gange.
Måneder før hans død sagsøgte USA ham for manglende skattebetaling af størrelsen 1,2 millioner amerikanske dollars.
Efter sin død fortsætter Alan Jay Lerner med at tjene penge:
I 2004 satte Forbes Lerner og Loewe som nummer 13 på en rankliste over indtjeningen fra døde amerikanere i underholdningsbranchen.
Da tjente de 6 million amerikanske dollars.

## Henvisning
1. ↑  Alan Jay Lerner (1994). The street where I live. New York: Da Capo Press. ISBN 0-306-80602-9.
2. 1 2  "Alan Jay Lerner". Internet Broadway database.
3. ↑  "Love life". Internet Broadway Database.
4. ↑  "1600 Pennsylvania Avenue". Internet Broadway Database.
5. ↑  The Associated Press (20. februar 1986). "Alan Jay Lerner Sued By U.S. for $1.4 Million". [nytimes.com].
6. ↑  Peter Newcomb. "Dead Celebrities. Page 13 of 20 from The Top Earners For 2004". Forbes.